# الزغبه، مکه
الزغبه (به عربی: الزغبة) یک روستا در عربستان سعودی است که در استان مکه واقع شده‌است.